# Иванов, Павел Иванович (Герой Советского Союза)
Павел Иванович Иванов (16 сентября 1910, Иваново, Казанская губерния — 7 октября 1944, вблизи Дьюла, Королевство Венгрия) — лейтенант Красной армии, участник Великой Отечественной войны, Герой Советского Союза (1945).

## Биография
Родился 16 сентября 1910 года в селе Иваново Цивильского уезда (ныне Цивильский муниципальный округ Чувашской Республики). Рано остался без родителей, сначала воспитывался родственниками, затем в детском доме. В 1926 году окончил школу-восьмилетку, затем Вурнарский зооветеринарный техникум. В 1931—1941 годах работал зоотехником Козловского райземотдела и Цивильской опытной сельскохозяйственной станции.
В июле 1941 года П.И. Иванов был призван на службу в Красную армию. В 1942 году он окончил Горьковское танковое училище. С мая 1943 года — на фронтах Великой Отечественной войны. Принимал участие в боях на Волховском, Брянском, 1-м и 2-м Украинском фронтах. К октябрю 1944 года лейтенант Павел Иванов командовал танковым взводом 136-го танкового полка 8-й гвардейской кавалерийской дивизии 6-го гвардейского кавалерийского корпуса 2-го Украинского фронта. Отличился во время Дебреценской операции.
6 октября 1944 года взвод П.И. Иванова первым прорвался в город Шаркад и уничтожил несколько артиллерийских орудий и миномётов противника, а также большое количество его солдат и офицеров. 7 октября взвод успешно захватил мост через реку Шебеш-Кёрёш. В том бою П.И. Иванов погиб. Похоронен в городе Дьюла.
Указом Президиума Верховного Совета СССР от 24 марта 1945 года за «мужество и героизм, проявленные в Дебреценской операции» лейтенант Павел Иванов посмертно был удостоен высокого звания Героя Советского Союза. 

## Награды
- Звание Героя Советского Союза;
- орден Ленина;
- орден Отечественной войны 2-й степени.

## Память
В честь П.И. Иванова названы улицы в Цивильске и в посёлке Опытный. В родном селе на доме, где он родился и в посёлке Опытный на здании бывшей Цивильской опытной сельскохозяйственной станции установлены мемориальные доски.    